# Саблино
Са́блино (рос. Саблино) — село у складі Грачовського району Оренбурзької області, Росія.

## Населення
Населення — 59 осіб (2010; 129 у 2002).
Національний склад (станом на 2002 рік):
- росіяни — 54 %